# 迪凯金座
迪凯金座是位于杭州市钱江新城的高层写字楼、酒店。

## 简介

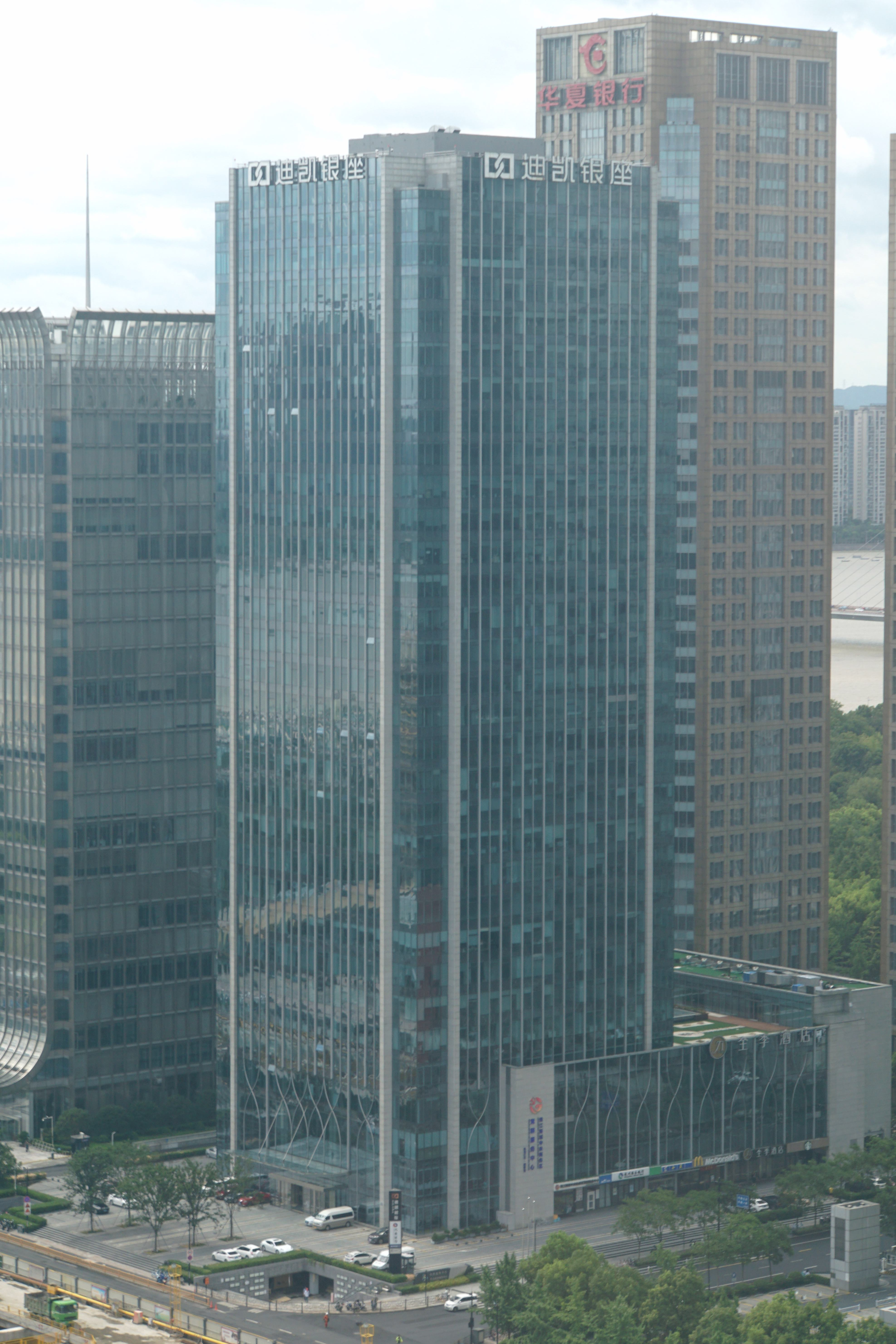
从市民中心上观看迪凯银座

迪凯金座由迪凯金座与迪凯银座这两座双塔组成，金座高200米55层，银座高130米。
金座位于富春路与丹桂街交叉口，毗邻华峰国际与杭州来福士城。总建筑面积约12万平米，1-16层以及54层以上入驻五星级的希尔顿酒店；17-53层规划约415平米的店铺将入驻国际顶级品牌。
银座位于解放东路与公园路口，毗邻浙江财富金融中心、杭州国际会议中心。总建筑面积约8.5万平米，是继迪凯国际中心后，迪凯股份打造的另一高端商务写字楼。